# Șansa Buzoiană
Șansa Buzoiană este un ziar regional din Buzău, România, fondat în 13 iulie 1997 de jurnaliștii Vlad Pufu si Ion Cristoiu. În primul an de la fondare a fost tipărit săptămânal, iar din iulie 1998 a devenit cotidian.  